# Elliot Carver
(Elliot Carver a James Bond)
Elliot Carver è un personaggio immaginario, e il principale antagonista del film Il domani non muore mai, diciottesimo della serie di James Bond ispirata all'opera dello scrittore inglese Ian Fleming. È interpretato dall'attore gallese Jonathan Pryce.

## Caratteristiche
Carver è un magnate delle comunicazioni di fama mondiale, proprietario del Carver Media Group Network (CMGN), con i suoi satelliti che forniscono un'ampia copertura mondiale di notizie. Ha intenzione di provocare una guerra tra la Cina e il Regno Unito per scatenare un grande conflitto mondiale e monopolizzare la notizia, facendo un patto con rinnegati funzionari cinesi e per darvi una copertura esclusiva della guerra dalla parte cinese, si assicura ancora 50 anni di esclusiva nella copertura della stampa cinese.
Con un senso di umorismo sarcastico e spietato, non è un uomo di parola, ricattando chiunque attraversa il suo percorso, per poi tradire coloro che si inchinano al suo ricatto. La sua personalità folle è dimostrata quando ordina l'omicidio di sua moglie, credendo che lei abbia tradito.

## Curiosità
- Originariamente il ruolo di Elliot Carver era stato affidato a Anthony Hopkins, ma l'attore abbandonò le riprese dopo tre giorni a causa della situazione caotica che si era venuta a creare sul set dovuta a forti pressioni per finire il progetto in tempi stabiliti e di una sceneggiatura che doveva essere ancora completata

.
- Nel 2011 Hopkins è stato al centro di alcuni rumor che lo volevano in lizza per il ruolo di villain in Skyfall, parte che alla fine andò a Javier Bardem

.

## Film
Utilizzando un GPS rubato e codificato per inviare false informazioni via satellite, Carver dirotta la fregata britannica HMS Devonshire, in pattuglia nel Sud della Cina, uscita dal percorso e fatta arrivare in acque territoriali cinesi. Perché l'incidente internazionale sia ancora più credibile, una nave-catamarano Stealth (costruita con materiale invisibile ai radar rubato ai cinesi), di proprietà di Carver, con l'equipaggio guidato da Stamper (braccio destro di Carver), provvede ad affondare la nave inglese e ad abbattere i MIG mandati in ricognizione dalla Repubblica Popolare Cinese, in modo da creare un conflitto internazionale. Carver lancia poi il titolo che i marinai britannici sono stati uccisi nei suoi giornali e televisioni di tutto il mondo.
Disposti a reagire, il governo britannico dà 48 ore di tempo a M per risolvere il caso e dimostrare la sua teoria che si tratta di un sabotaggio; M invia James Bond alla festa di un nuovo lancio satellitare di Carver, ad Amburgo, sede del complesso multimediale. Spacciandosi come un banchiere, Bond viene presentato a Carver e dopo l'incontro con Wai Lin, una presunta giornalista cinese, in realtà una spia come lui, indaga nell'ufficio di Carver e, scoperto, è costretto a fuggire dagli scagnozzi del magnate.
Dopo la visione di un video realizzato da uno dei suoi complici, in cui Bond ha una conversazione con la moglie Paris (che ha avuto una relazione con 007 in passato), Carver ordina il suo omicidio, ritenendo che la moglie ha passato delle informazioni sui suoi piani alla spia inglese.
Carver cerca di uccidere James Bond e Wai Lin più volte durante la trama, arrivando a creare un necrologio pubblicato nei suoi giornali, ma Stamper e i suoi scagnozzi falliscono ogni volta. Al culmine del film, lui e Bond si affrontano sulla nave Stealth dopo che l'agente ha reso visibile la nave ai radar facendo esplodere delle cariche che la danneggiano. Mentre Carver gli punta una pistola e fa uno sproloquio del suo grande piano, Bond sblocca la grande trivella rotante subacquea che è stata utilizzata per perforare lo scafo della fregata inglese e la lancia verso Carver, che muore stritolato dal gadget.

## Scagnozzi
- Mr. Stamper
- Henry Gupta
- Dr. Kaufman